# Сен-Жан-де-Муаран
Сен-Жан-де-Муаран (фр. Saint-Jean-de-Moirans) — коммуна во Франции, находится в регионе Рона — Альпы. Департамент коммуны — Изер. Входит в состав кантона Тюллен. Округ коммуны — Гренобль.
Код INSEE коммуны — 38400. Население коммуны на 1999 год составляло 2 680 человек. Населённый пункт находится на высоте от 186  до 304  метров над уровнем моря. Муниципалитет расположен на расстоянии около 470 км юго-восточнее Парижа, 75 км юго-восточнее Лиона, 21 км северо-западнее Гренобля. Мэр коммуны — Bernard Gassaud, мандат действует на протяжении 2001—2008 гг.
Динамика населения (INSEE):

## Города-побратимы
- Фроссаско, Италия (1998)